# 烏彭巴驢羚
烏彭巴驢羚（學名：Kobus leche anselli），是驢羚的一個亞種，只在剛果共和國的烏彭巴國家公園的濕地內棲息。該物種一直缺乏活體資料，在2005年的正式描述中，也僅是科學家透過檢視自1926年至1947年8月起的35個博物館標本而得出的結果。 亦有研究將其視為一完整物種(K. anselli)。正因此，此物種也被稱作「幽靈羚羊」，表示其難被觀測的特性，及因仍然活躍的偷獵活動而面臨絕種的危機，目前在IUCN紅色名錄中被列為極度瀕危。
烏彭巴驢羚的族群數量自1970年代以來大幅減少。1980年代的商業盜獵使其族群從估計約2萬隻減少到目前不到1,000隻。2025年的一份報告指出，1,000隻的數字「被大幅高估」，實際上剩餘的烏彭巴驢羚不到100隻。過去對於烏彭巴驢羚作為一個獨特演化單元的認識被忽略，因為它最初被認為只是驢羚的一個亞種。烏彭巴驢羚的未來依賴於減少人類的不利影響以及維護其濕地棲息地的完整性。然而，現存的烏彭巴驢羚似乎生活在高度人為干擾的環境中。
烏彭巴驢羚肩高約90至100公分，體重介於70至120公斤。牠們的毛色為金棕色，腹部為白色，雄性顏色較深。雄性擁有長而螺旋狀的角，形狀略似豎琴，雌性則無角。牠們的後腿比例較其他羚羊長，有助於在沼澤地上進行長距離奔跑。
2025年，科學家在50年來首次進行族群更新調查時，透過空中計數觀察到10隻烏彭巴驢羚，調查範圍位於盧阿拉巴河以東地區，亦是此種首次被拍攝到活體活動的証據。

## 外部連結
- The Upemba lechwe, Kobus anselli: an antelope new to science emphasizes the conservation importance of Katanga, Democratic Republic of Congo (abstract)

- 「幽靈羚羊」現身！全球首張烏彭巴驢羚活體照曝光 恐剩不到百隻